# 阿韦拉诺苏
阿韦拉诺苏是葡萄牙布拉干萨区的一个堂区。总面积29.43平方公里，总人口204人，人口密度6.9人/平方公里。